# Cotonopsis panacostaricensis
Cotonopsis panacostaricensis is een slakkensoort uit de familie van de Columbellidae. De wetenschappelijke naam van de soort is voor het eerst geldig gepubliceerd in 1942 door Olsson.